# Landesliga Bremen
Landesliga Bremen is een Duitse voetbalcompetitie tussen teams uit de deelstaat Bremen. De competitie bevindt zich op de 6 plaats in het Duits voetbalsysteem.
TuS Komet Arsten ·
SC Borgfeld ·
TuRa Bremen ·
VfL 07 Bremen ·
FC Sparta Bremerhaven ·
ATS Buntentor ·
1. FC Burg ·
SG Finndorf ·
SV Grohn ·
TSV Grolland ·
TSV Hasenbüren ·
FC Huchting ·
TuSpo Sürheide ·
TuS Schwachhausen ·
SC Vahr-Blockdiek ·
TSV Wulsdorf
Baden ·
Bayern ·
Berlin ·
Bremen ·
Brandenburg ·
Hamburg ·
Verbandsliga Hessen ·
Mecklenburg-Vorpommern ·
Niederrhein ·
Niedersachsen ·
Mittelrhein ·
Rheinlandliga ·
Saarlandliga ·
Sachsen ·
Sachsen-Anhalt ·
Schleswig-Holstein ·
Südwest ·
Südbaden ·
Thüringen ·
Westfalen ·
Württemberg